# Aftaleret
Aftaleret er den juridiske disciplin, der beskæftiger sig med reglerne for indgåelse af aftaler, fuldmagtsforhold og aftalefortolkning mv.
Hovedloven, lex generalis, på området er "Lov om aftaler og andre retshandler på formuerettens område" som i § 1 fastslår, at "Tilbud og svar på tilbud er bindende for afgiveren". Dette betyder, at aftaleparterne som udgangspunkt er bundet af det, de aftaler. I daglig tale kendes denne lov også som "aftaleloven". Altså betegnes denne lov aftaleloven som sit kaldenavn. Mens aftaleloven forkortes AFTL.
Aftaleretten behandler ikke problemstillinger vedrørende en aftales opfyldelse. Spørgsmål om mangler ved en ydelse (fx en vare) eller levering hører til købsret.

## Aftaleretlige love
De relevante danske love er ganske omfattende:
Almindelige betingelser for arbejder og leverancer i bygge- og anlægsvirksomhed (AB 18) og aftaleloven samt anerkendelses- og fuldbyrdelsesloven samt arbejdsskadesikringsloven og arveloven og lov om betalinger og borteblevneloven og CISG, International Købelov og Lov om fragtaftaler ved international vejtransport (CMR-loven) og sågar Danske Lov (1683). Endvidere findes dødsboskifteloven og lov om skyldneres ret til at frigøre sig ved deponering (Deponeringsloven) og E-handelsloven og erhvervsfondsloven og lov om visse erhvervsdrivende virksomheder (LEV-loven) og erhvervslejeloven og erstatningsansvarsloven og lov om finansiel virksomhed og forbrugeraftaleloven og lov om forbrugerbeskyttelse ved erhvervelse af fast ejendom m.v. og lov om formidling af fast ejendom m.v. og forsikringsaftaleloven og forældelsesloven og funktionærloven og gældsbrevsloven og handelsagentloven og kommissionsloven og konkurrenceloven og konkursloven og kreditaftaleloven og købeloven.
Hertil kommer lejeloven og luftfartsloven og markedsføringsloven og ophavsretsloven og renteloven og retsplejeloven og revisorloven og selskabsloven og skatteforvaltningsloven og straffeloven og søloven og tinglysningsloven og vekselloven og voldgiftsloven og værdipapirhandelsloven og værgemålsloven samt ægteskabsloven og ægtefælleloven.

## Aftalens fortolkning og udfyldning
Ligesom det ofte er nødvendigt at fortolke en lov; så er det nødvendigt at fortolke og udfylde en aftale. En aftale er en privatretlig retskilde. En hyppigt anvendt metode til at fortolke en uklar aftale er koncipistreglen.

## Stærke ugyldighedsgrunde kontra svage ugyldighedsgrunde

### Stærke ugyldighedsgrunde
Disse medfører automatisk ugyldighed af en aftale – altså er aftalen ugyldig uanset modpartens god tro. Formålet er at beskytte grundlæggende retsprincipper som tvangsfrie viljeserklæringer og ærlighed i aftaleindgåelsen.
Eksempler på stærke ugyldighedsgrunde:
    Voldelig tvang (aftalelovens § 28, stk. 1)
    – Fx fysisk trussel eller vold for at få nogen til at indgå en aftale.
    Svig (§ 30)
    – En part bliver bevidst vildledt med henblik på at få den anden til at indgå en aftale.
    Falsk (ikke reguleret i aftaleloven, men almindeligt anerkendt)
    – Hvis en viljeserklæring forfalskes, er den ugyldig uden videre.
    Identitetsfordrejelse
    – Hvis en person udgiver sig for at være en anden i en central aftalesituation.
Konsekvens: Aftalen er ugyldig, og modpartens god tro beskytter ikke mod ugyldigheden.

### Svage ugyldighedsgrunde
Disse medfører relativ ugyldighed, hvilket betyder, at en aftale kan tilsidesættes, hvis modparten ikke var i god tro. Her spiller altså modpartens viden og hensigt en afgørende rolle.
Eksempler på svage ugyldighedsgrunde:
    Simpel tvang (økonomisk/psykisk pres) (§ 28, stk. 2)
    – Fx pres om opsigelse eller økonomisk ruin, uden vold.
    Udnyttelse (§ 31)
    – En part udnytter en andens svage situation, fx sygdom, lav intelligens, eller økonomisk nød.
    Fejltagelser og forudsætningsbrist (§ 32 og almindelige regler)
    – Fx hvis man har en væsentlig og undskyldelig misforståelse om centrale vilkår i aftalen.
Konsekvens: Aftalen kan tilsidesættes, men kun hvis modparten ikke var i god tro og havde eller burde have haft kendskab til den urigtige forudsætning.